# Olearia lanuginosa
Olearia lanuginosa là một loài thực vật có hoa trong họ Cúc. Loài này được (J.H.Willis) N.A.Wakef. mô tả khoa học đầu tiên năm 1956.